# NGC 3649
NGC 3649 est une galaxie spirale barrée située dans la constellation du Lion. NGC 3649 a été découverte par l'astronome germano-britannique William Herschel en 1784. Cette galaxie a aussi été observée par l'astronome américain Lewis Swift le 22 avril 1889 et elle a été inscrite à l'Index Catalogue sous la cote IC 682.

## Caractéristiques
NGC 3649 présente une large raie HI. Selon la base de données Simbad, NGC 3649 est une galaxie à noyau actif.

### Distance
Sa vitesse par rapport au fond diffus cosmologique est de 4 693 ± 26 km/s, ce qui correspond à une distance de Hubble de 69,2 ± 4,9 Mpc (∼226 millions d'al).
À ce jour, une mesure non basée sur le décalage vers le rouge (redshift) donne une distance d'environ 66,400 Mpc (∼217 millions d'al). Cette valeur est à l'intérieur des valeurs de la distance de Hubble.

### Luminosité dans l'infrarouge
```
La luminosité de la galaxie NGC 3649 dans l'infrarouge lointain (de 40 à 
400 
µm
)  est égale à 
5,62 × 10
9
 

  

    

      

        

          
L

          

            
⊙

          

        

      

    

    
{\displaystyle L_{\odot }}

  

 (10
9,75

  

    

      

        

          
L

          

            
⊙

          

        

      

    

    
{\displaystyle L_{\odot }}

  

) et sa luminosité totale dans l'infrarouge (de 8 à 
1 000 
µm
) est de 
7,41 × 10
9
 

  

    

      

        

          
L

          

            
⊙

          

        

      

    

    
{\displaystyle L_{\odot }}

  

 (10
9,87

  

    

      

        

          
L

          

            
⊙

          

        

      

    

    
{\displaystyle L_{\odot }}

  

)
[
7
]
.
```

## Paire de galaxies
Les galaxies NGC 3646 et NGC 3649 forment une paire de galaxies.